# Kohlgraben (Vacha)
Kohlgraben ist ein Gehöft in der Gemarkung von Vacha im Wartburgkreis in Thüringen.

## Lage
Kohlgraben liegt zwei Kilometer südlich von Völkershausen und ist verkehrsmäßig durch einen Wirtschaftsweg an die Landesstraße 2601 angeschlossen. Die geographische Höhe des Ortes beträgt 350 m ü. NN.

## Geschichte
Am 10. August 1330 wurde das Gehöft erstmals urkundlich erwähnt.
Im Ort lebte in den 1950er-Jahren der Grafiker und Textilgestalter Richard Dölker (1896–1955) – Künstlername „Riccardo Dölker“. Er gilt als Erfinder der Batik-Malerei und wurde in den 1930er-Jahren durch seine Motivreihe Capri-Fischer berühmt, die er bei einem Studienaufenthalt an der Amalfi-Küste entwickelt hatte. Sein aus scherenschnittartig gestalteten Blechelementen zusammengesetztes „Künstlergrab“ befindet sich direkt neben der Michaeliskirche auf dem Friedhof von Völkershausen.